# Былыра (село)
Былыра́ — село в Кыринском районе Забайкальского края России. Входит в состав сельского поселения «Билютуйское». 

## География
Село находится на правом берегу реки Кыра, напротив впадения в неё реки Былыра, на расстоянии 13 км к северу от села Билютуй, центра сельского поселения, и 27 км к северо-западу от села Кыра, административного центра района.

## Население
| 2010 | 2021 |
| ---- | ---- |
| 239  | ↘231 |

## Достопримечательности
В районе села расположены лечебные источники радоновых грязей, ранее используемых в медицинских целях, для лечения кожных заболеваний, суставов и мышечных тканей.